# Арден, Ханна
Арден Ханна (швед. Hanna Margareta Ardéhn; род. 4 октября 1995, Окерсберг, Швеция) — шведская актриса театра и кино, которая получила известность за пределами своей страны после выхода мини-сериала «Больше всего» от Netflix, в котором сыграла главную роль.

## Биография
Арден Ханна родилась и выросла в Окерсберге (Швеция). С шести лет посещала маленькую театральную студию для детей и продолжала заниматься театральным искусством до 18 лет. С 2012 по 2015 годы училась в Täby Enskilda gymnasium по направлению «Поведенческая наука» (швед. Beteendevetenskap). В 2015 году получила высшее образование в Линчёпингском университете по специальности «Психиатрическое лечение».

## Карьера
Увлеклась кинематографом и актерским мастерством еще в юном возрасте. Когда исполнилось девять лет, она начала ходить на кастинги, чтобы получить роли в детских сериалах. В 2008 году снялась в нескольких выпусках учебно-познавательной программы «Nio med J-O — svenska som andraspråk» от UR Skola, которая транслировалась на SVT Barn. Также девушка принимала участие в озвучивании анимированного короткометражного фильма «Lidingöligan»[sv], который вышел в 2009 году и получил несколько престижных наград.
В 2010 году получила свою первую роль в полнометражном фильме «Один, два, три, четыре, семь». Через некоторое время стала сниматься в таких сериалах как: «Двойная жизнь», «30 градусов в феврале» и в фильме «Остров войны». Однако широкую известность ей принесла роль Майи Норберг в шведском драматическом мини-сериале «Больше всего» от компании Netflix. Ханне выпала возможность сыграть старшеклассницу, которую обвиняют в массовой стрельбе в школе. Премьера сериала состоялась 5 апреля 2019 года.